# Gründersyndrom
Das Gründersyndrom (umgangssprachlich auch Gründeritis) ist ein Begriff, der die Situation von jungen Unternehmen beschreibt. Dort besitzen die Gründer oft disproportionale Macht und Einfluss im Unternehmen aufgrund von initialen Projekten und Aufgaben, welche zu einer Reihe von Problemen in der Organisation führen können. Das Charisma und die Leidenschaft der Gründer, welche meist auch die Quelle für Kreativität und Produktivität in der Organisation darstellen, kann ein limitierender und sogar negativer Faktor für die Organisation werden. Man nimmt stark an, dass das Gründersyndrom in öffentlichen, kommerziellen und privaten Organisationen auftritt. Das Gründersyndrom kann das Wachstum einer Organisation stark beeinflussen und limitieren oder es kann zu starken Teilungen innerhalb der Organisation kommen, welche sich einem plötzlichen Nachfragehub ausgesetzt sieht. Es kann auch zu einem direkten Misserfolg führen. Es gibt anerkannte und vielseitig diskutierte Strategien und Wege, wie man das Gründersyndrom in Griff bekommen kann und die Organisation weiter wachsen kann, trotz der gegebenen Situation.

## Symptome
Typische Anzeichen für ein vorliegendes Gründersyndrom in einer Organisation sind:
- Die Identifikation der Organisation ist sehr stark mit den Gründern selbst verbunden.
- Die Gründer fällen weiterhin selbst alle großen und viele kleine Entscheidungen, mit oder ohne formalen Prozess. Entscheidungen werden meist im Krisenmodus mit wenig Gedanken an die Konsequenzen gefällt. Es wird oft Aktionismus betrieben und gelebt. Ein weiteres Merkmal ist die Tatsache, dass wenig Zeit für eine sinnvolle Strategie und deren professionelle Entwicklung aufgewendet wird. Es ist typisch, dass auch kaum eine ordentliche, organisatorische Infrastruktur besteht oder bereits Vorhandenes nicht richtig genutzt wird. Ob es eine z. B. Nachfolgeplanung gibt, ist oft fragwürdig und daher ein weiteres Merkmal.
- Schlüsselpersonal und höheres Management ist meist durch die Gründer frei gewählt und basiert meist auf Freundschaft oder anderen Beziehungen. Die Rollen sind meist immer unterstützend für die Gründer, weniger um die Organisation selbst zu führen. Ebenso werden Positionen meist aufgrund von persönlichen Präferenzen besetzt, weniger basierend auf Fähigkeiten und Erfahrungen ausgewählt. Die Mitarbeiter haben damit teils nicht die richtige Qualifikation, sind nicht richtig informiert und müssen oft erst prüfen lassen, bevor sie einfache Antworten und Entscheidungen geben können.
- Professionals und andere Mitarbeiter mit viel Erfahrung fühlen sich im Umfeld oft falsch verstanden, können sich nicht effektiv und erfolgreich auf professionelle Weise einbringen und können keine Änderungen bewirken um erfolgreich zu sein. Hierbei spielt auch die Firmenkultur eine wichtige Rolle.[4][5]
- Die oben genannten Punkte führen bei einer starken Zunahme der Herausforderungen zu weiteren Problemen. Personen, die den aktuellen Ablauf in Frage stellen, werden oft ignoriert, belächelt, zurückgestellt oder sogar entfernt. Das junge Unternehmen arbeitet rein reaktiv, anstatt proaktiv.
- Die Gründer fangen an ihren eigenen Zahlen und Presse zu glauben. Es sollten Experten für Steuern und Finanzen beteiligt werden, jedoch müssen Gründer lernen, ihre eigenen Zahlen selbst zu verantworten.
- Bei Delegation von höherwertigen Aufgaben und Entscheidungen können bei den Gründern auch Angstphänomene auftreten. Es fehlt oft an notwendigem und grundlegendem Management- und Führungstraining und z. B. auch in Psychologie.

## Lösungsansatz
Um das Gründersyndrom in den Griff zu bekommen, ist einer der möglichen und empfohlenen Wege das Problem anzuerkennen und in weiteren Schritten einen Aktionsplan aufzustellen, sowie wichtige Personen (Gründer, Eigentümer, Manager etc.) einzubinden und zu informieren. Das Ziel muss sein, die Organisation über eine Transformation in eine reifere und gestärkte Organisation überzuführen, ohne dabei der Organisation selbst oder einzelnen Personen zu schaden.